# Prochoerodes cristata
Prochoerodes cristata är en fjärilsart som beskrevs av W. Warren 1901. Prochoerodes cristata ingår i släktet Prochoerodes och familjen mätare. Inga underarter finns listade i Catalogue of Life.